# Pârâul Cățelei
Părâul Cățelei este un curs de apă, afluent al râului Izvorul Nistorului. 